# Тушетская Алазани
Тушетская Алазани (устар. Тушинская Алазань, Тушетис Алазани; груз. თუშეთის ალაზანი, ჩაღმის ალაზანი) — река в Грузии, протекает по территории Ахметского муниципалитета. Начинается на восточных склонах хребта Ацунта. Устье реки находится в 144 км от устья реки Андийское Койсу по правому берегу на высоте 1803,0 м над уровнем моря. Длина реки — 48 км, площадь водосборного бассейна — 460 км². Среднегодовой расход воды — 24 м³/с.